# Stygocyathura wadincola
Stygocyathura wadincola är en kräftdjursart som först beskrevs av Lazar Botosaneanu och Jan Hendrik Stock 1997.  Stygocyathura wadincola ingår i släktet Stygocyathura och familjen Anthuridae. Inga underarter finns listade i Catalogue of Life.